# Aeroportul Internațional Zaqatala
Aeroportul Internațional Zaqatala (IATA: ZTU, ICAO: UBBY) este un aeroport din Azerbaidjan ce deservește zona Zaqatala. A fost numit după zona deservită.
Situat la o altitudine de 390 m, aeroportul dispune de o singură pistă.